# Сафьяны (озеро, Беляевский район)
Сафьяны (укр. Сафьяни) — озеро, расположенное на территории Беляевского района (Одесская область). Тип общей минерализации — пресное. Происхождение — пойменное. Группа гидрологического режима — сточное.

## География
Длина — 1 км. Наибольшая ширина — 0,3 км.
Сафьяны расположено в пойме Днестра: на правом берегу рукава Турунчук, что западнее города Беляевка. Впадает рукав реки Курудорова, вытекают также рукав Курудорова и река Никифорова. Здесь пойма Днестра представлена плавнями, где заболоченные участки глубиной 0,7 м. Берега пологие, заболочены с обильной прибрежно-водной растительностью. Водное зеркало частично занято водной растительностью.

## Топографические карты
- Лист карты L-36-49 Беляевка. Масштаб: 1 : 100 000. Состояние местности на 1982 год. Издание 1983 г.
- Лист карты L-36-49-В.